# Séamus P. Ó Mórdha
Séamus P. Ó Mórdha (en gaélico James Patrick Moore, 8 de octubre de 1915 – 12 de febrero de 2005) fue un maestro, historiador irlandés and historian.
Aborigen de Scotshouse, Condado de Cavan y profesor de idioma irlandés en el St Patrick's College, Drumcondra, Dublín de 1954 a 1981, Ó Mórdha contribuyó a los periódicos Celtica, Éigse, Studies, Studia Hibernica, Seanchas Ardmhacha, Breifne.
Su obra publicada incluía estudios de poetas como Fiachra Mac Brádaigh, Art Mac Bionaid, Muiris Ó Gormáin. El Irish Times lo elogió como un: 

"reconocido estudioso que promovió la educación irlandesa, su lengua y cultura. ... Su mandato coincidió con un período de grandes cambios en la educación, produciendo la introducción del nuevo plan de estudios y la reestructuración de la formación del profesorado. Cuando a la Universidad de St Patrick le otorgaron el estatus de universidad, en 1974, se aseguró que el Departamento irlandés aceptase el reto, ofreciendo cursos a la par de cualquier instituto de tercer nivel."